# Bond Store

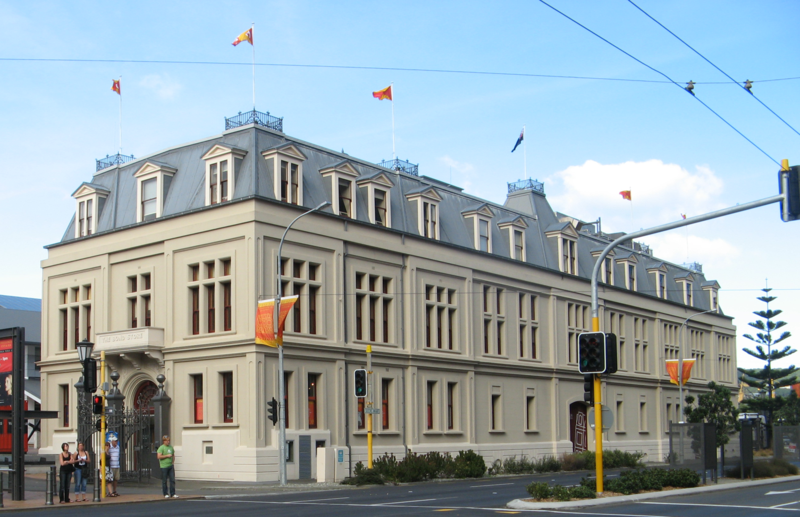
Bond Store.

A Bond Store é um edifício histórico em Wellington, Nova Zelândia. Foi desenhado por Frederick de Jersey Clere em Estilo Imperial Francês, e completada em 1892.
O edifício pertenceu ao Wellington Harbour Board, mas em 1989 passou a pertencer à câmara municipal de Wellington. Atualmente o edifício alberga o Museum of Wellington City & Sea.